# Witica alobatus
Witica alobatus är en spindelart som först beskrevs av Pelegrín Franganillo Balboa 1931.  
Witica alobatus ingår i släktet Witica och familjen hjulspindlar. Artens utbredningsområde är Kuba. Inga underarter finns listade i Catalogue of Life.